# 紫光阁

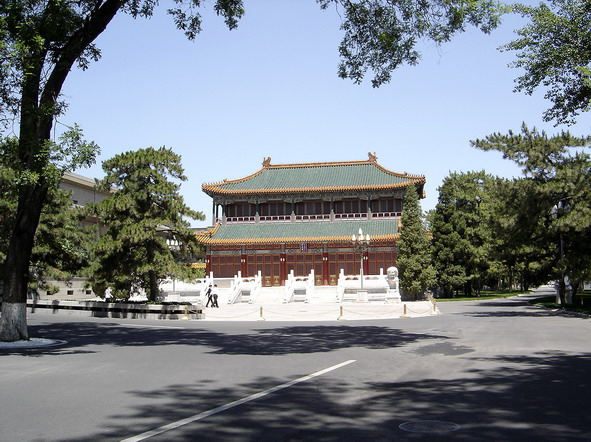
紫光閣外景，2005年5月

紫光阁，位于中华人民共和国北京市中南海西侧。该建筑原为明清皇帝观骑射、试武举之地，乾隆时期两次改建，转变为收藏武将肖像与功绩展示的建筑。1873年改建為外賓接待場所，沿用至今。

## 沿革
该建筑建立于明朝正德年间，最初为明武宗阅兵的平台。现存保持清朝乾隆年间体量，命名寓意“紫气东来、霞光朝元”。最初为皇帝检阅台，后拆掉台建阁，也成为皇帝殿试武进士和检阅侍卫大臣的场所。乾隆十五年（1760年）扩建后，阁内绘二百功臣图，壁间悬挂军事战图，为军事展堂。每逢正月十五日，皇帝于此设功臣宴，大宴群臣。同治十二年（1873年），同治帝在此第一次正式接见外国驻京使臣，其中包括日、俄、美、法、荷、英六国公使。中华人民共和国成立后，紫光阁再次修饰，用作国家领导人接见外宾的会客室。

## 图库

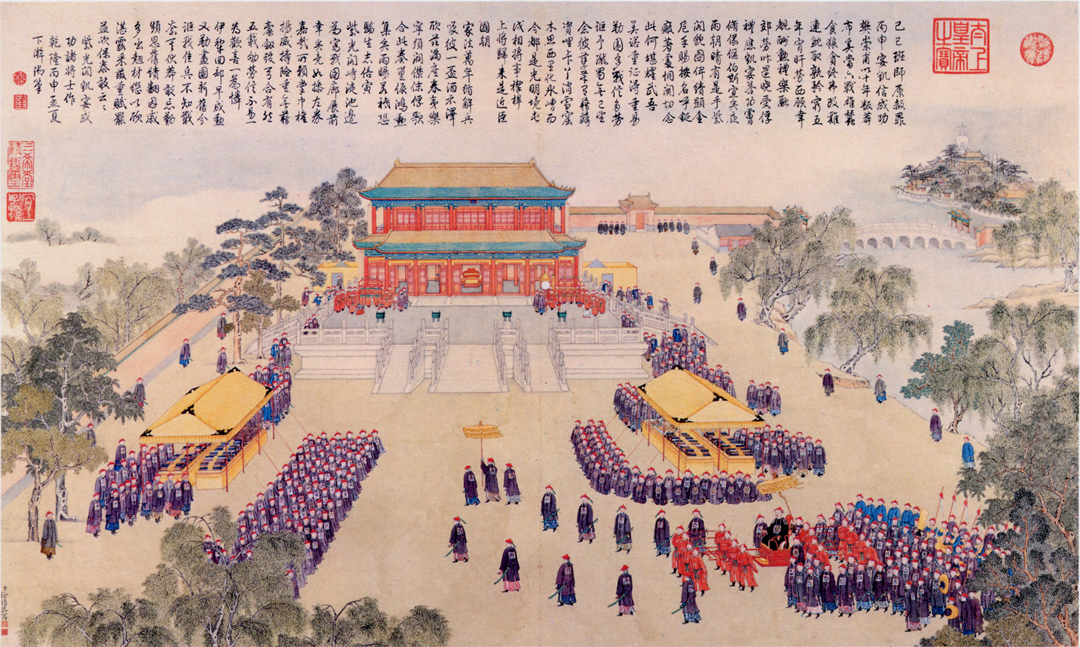
平定金川得胜后，乾隆帝凯宴成功诸将士于中南海紫光阁
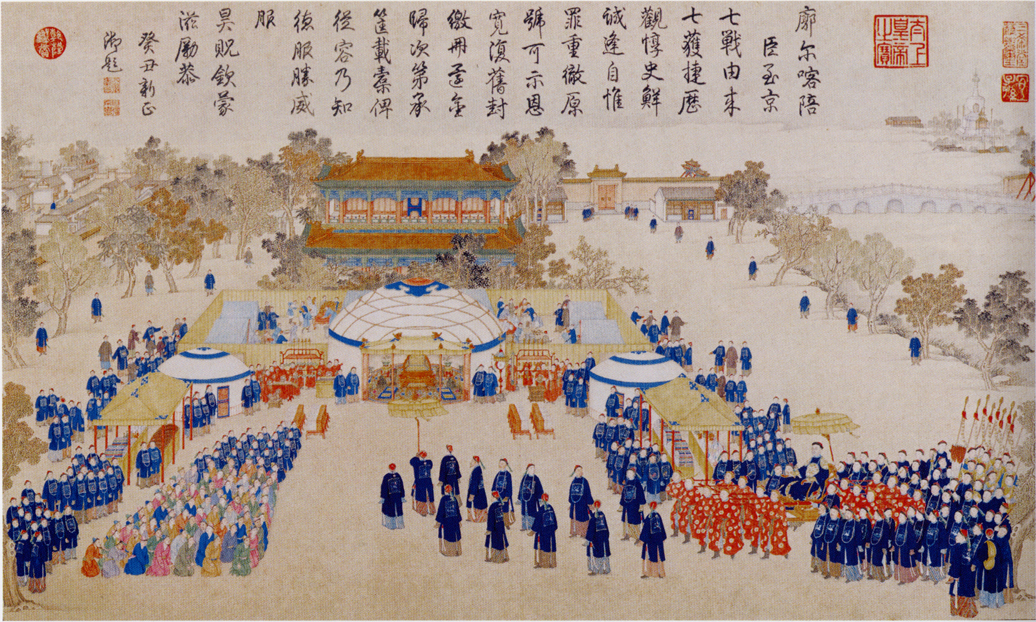
平定准格尔之役后，乾隆帝在紫光阁前凯宴将士
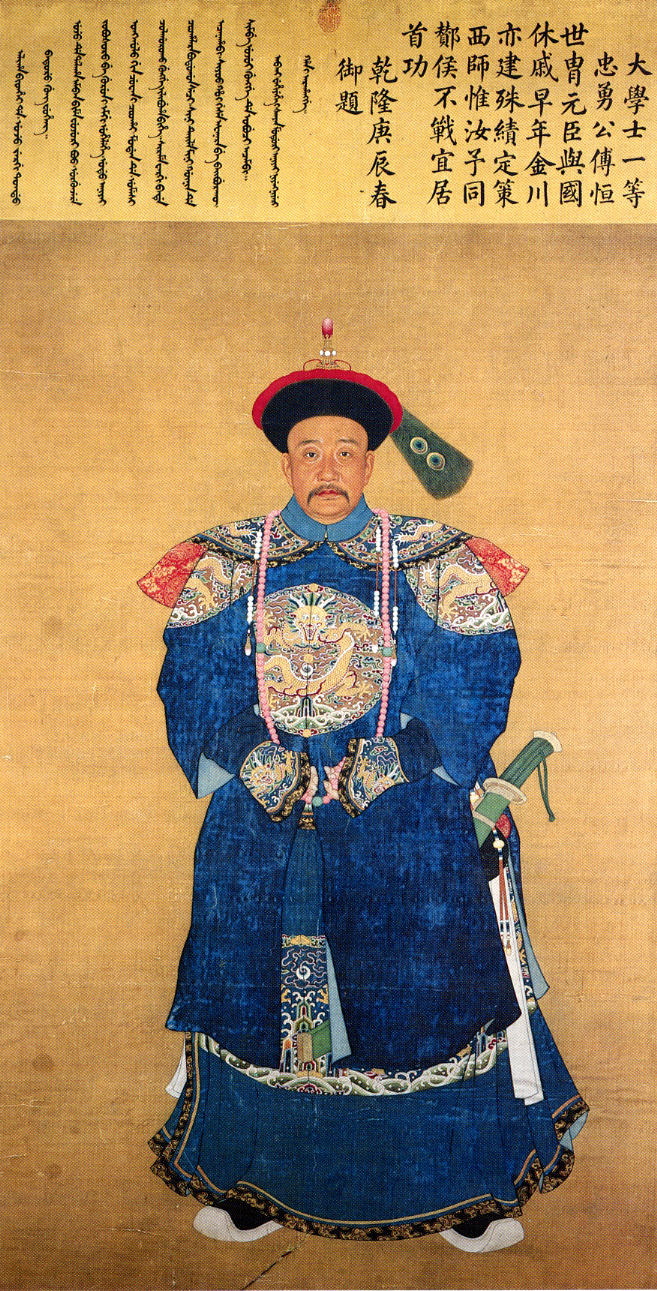
紫光阁五十功臣之首、大学士一等忠勇公富察·傅恒，原藏于紫光阁
1954年，朱德、毛泽东、陈云、周恩来在中南海紫光阁，由侯波拍摄
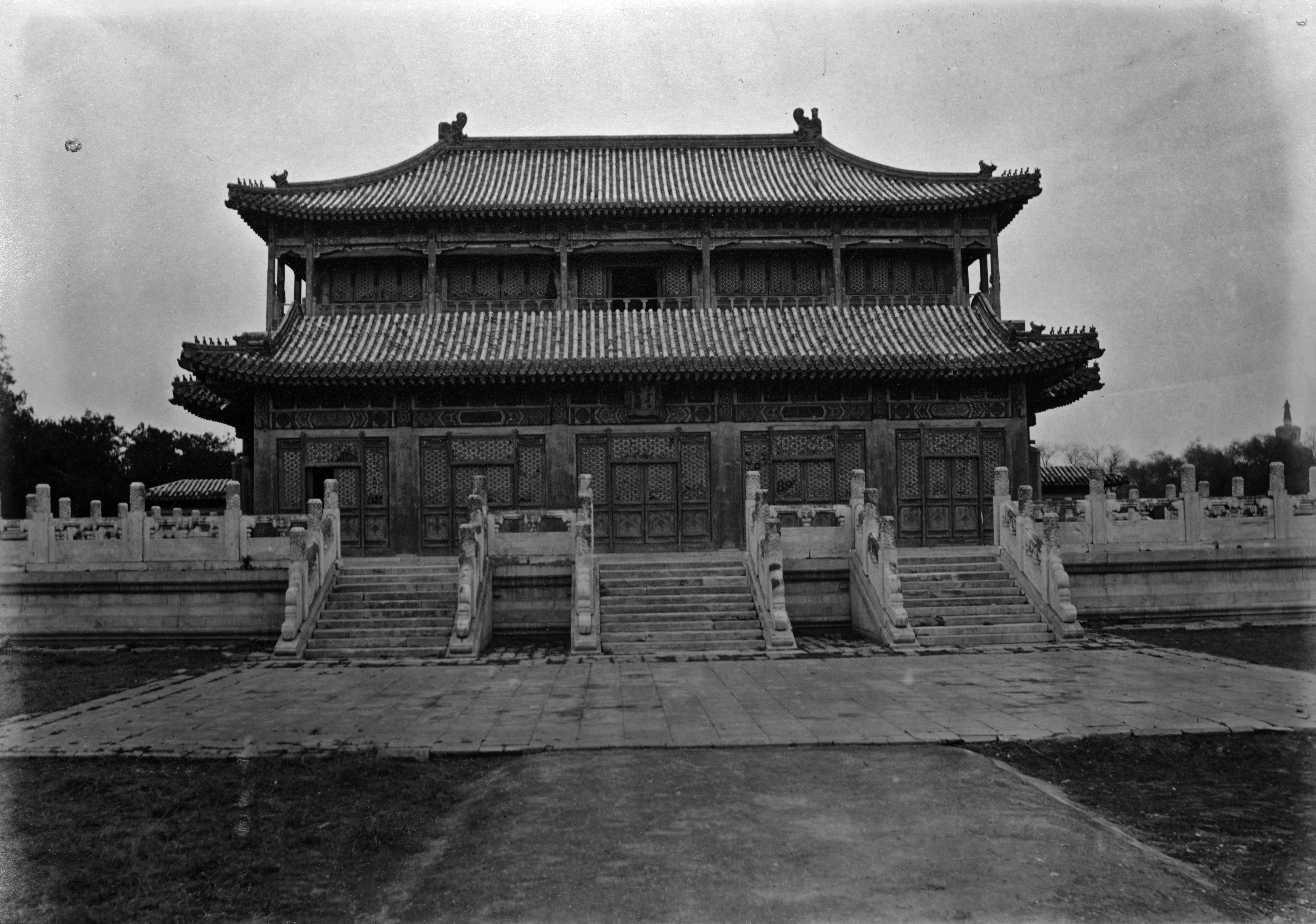
紫光閣外景，1879年左右
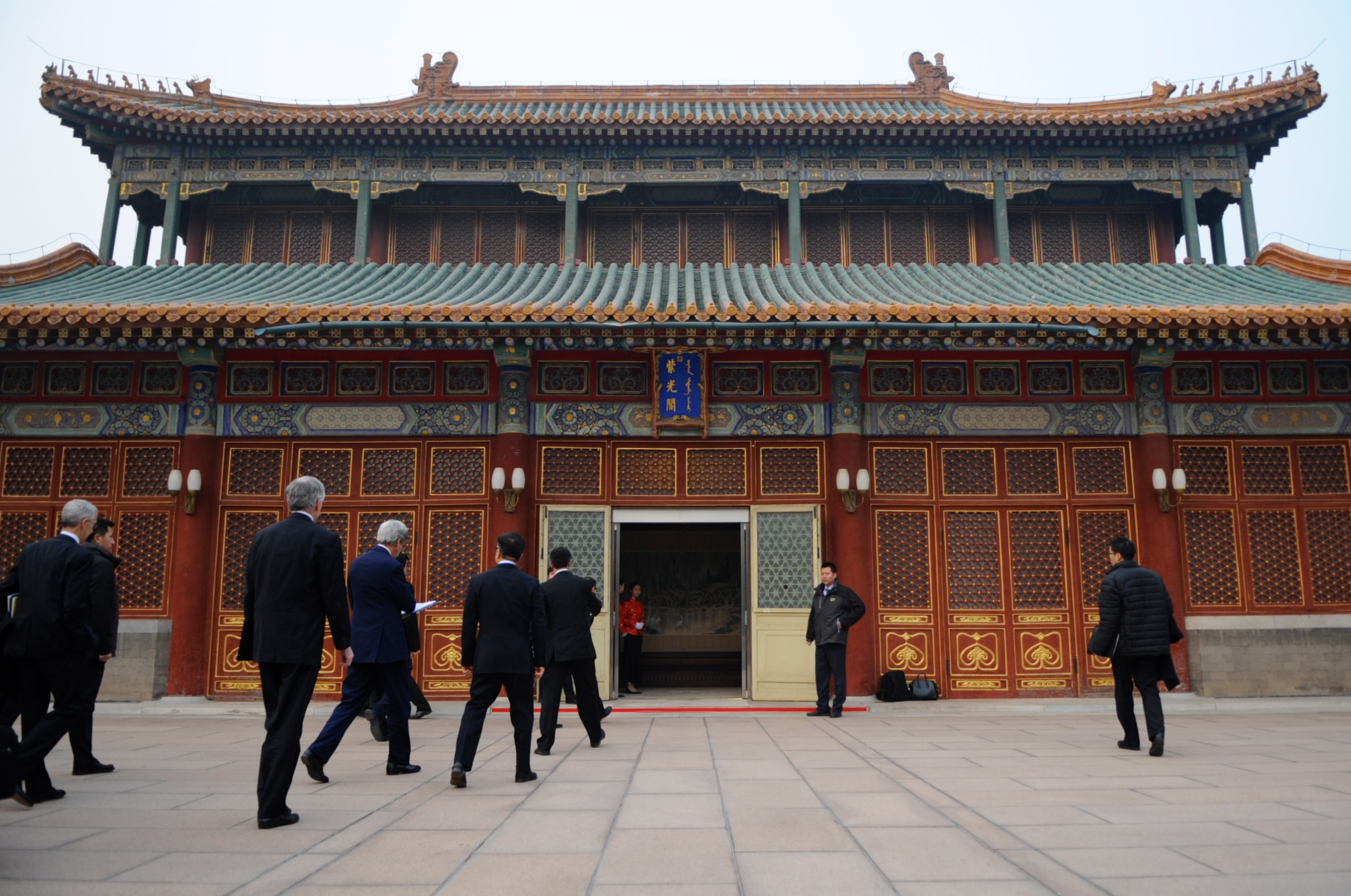
2014年2月14日，美国国务卿约翰·克里抵达中南海紫光阁准备与中国总理李克强会面
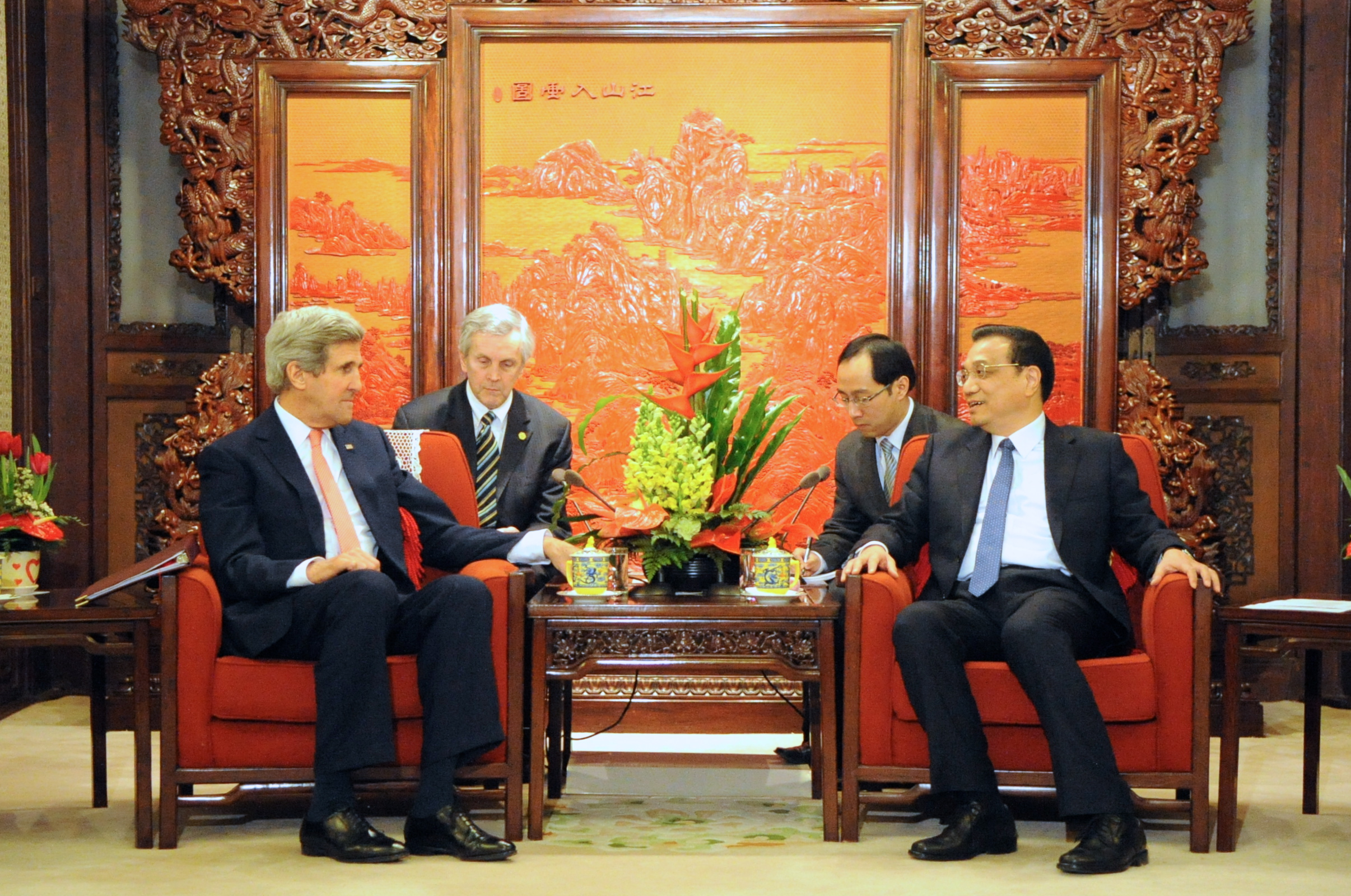
2014年2月14日，美国国务卿约翰·克里与中国总理李克强在紫光阁会面